# Ivânio Ramalho
Antônio Ivânio Ramalho de Lacerda, comumente chamado de Ivânio Ramalho (Conceição, 14 de outubro de 1958), é médico e político brasileiro.

## Biografia
Filho de Francisco Cavalcante de Lacerda e de Maria Djanira Ramalho de Lacerda, integrando a prole com mais oito irmãos: Ilva, José Ilton, Roncall, Raniere, Iaponira, Izabel, Rosário e Zacone. Com 11 anos de idade se transferiu com a família para a cidade de Patos, onde concluiu o primeiro grau em 1974, na Escola Auzanir Lacerda; cursou os dois primeiros anos do ensino médio no Colégio Estadual e o terceiro científico no Pio XI de Campina Grande, onde seria submetido ao vestibular de Medicina, conseguindo aprovação.
Atividades acadêmicas: participou da Operação ACISO - Ação Cívico Social, realizando atendimento médico ambulatorial no distrito de Catingueira - território da Rainha da Borborema; membro do curso de atualização em doenças tropicais, ministrado pelo Departamento de Microbiologia e Imunologia da Faculdade de Medicina de Campina Grande; estágio na especialidade de gastroenterologia no Hospital da FAP e curso de residência médica no Hospital Alcides Carneiro; concurso para servidor médico do INAMPS, com designação para o Pronto Socorro de Urgências Siqueira Campos (Aracaju); atividade médica no Pronto Socorro de Urgência Frei Damião e atendimento diário na Policlínica São Francisco, ambos de Patos.
Por força da Portaria datada de 22 de outubro de 1986, assumiu a condição de auditor médico do INAMPS, em Patos e foi diretor do Hospital Regional Deputado Janduhy Carneiro, a partir de 10 de junho de 1987, permanecendo no cargo por dois anos e meio. Também dirigiu a Maternidade Peregrino Filho.
Casado desde 1º de maio de 1985, com Anemília Alves Fernandes de Lacerda, o médico Ivânio Ramalho é pai de: Ivana Fernandes de Lacerda (advogada), Mariana Fernandes de Lacerda (arquiteta) e Angélica Fernandes de Lacerda (médica).
Foi graças à sua atuação como médico, principalmente na direção de hospitais públicos, que o Dr. Ivãnio Ramalho começou a ser cotado para disputar cargos eletivos, provocando ciúmes em alguns políticos e, consequentemente, a solidariedade da população beneficiada pelo seu trabalho. Esse fato originou uma candidatura a deputado estadual, em condições franciscanas, contando com a ajuda dos mais simples e um grupo de amigos, resultando na surpreendente vitória no pleito de 1990, chegando a assumir a cadeira de parlamentar de 1991 a 1992.
Na condição de deputado estadual, Ivânio Ramalho dedicou uma atenção especial ao setor de Saúde, a partir da apresentação de vídeos contundentes. relacionados à precariedade do atendimento no interior da Paraíba. Conseguiu a instalação em Patos do Programa Chegou o Doutor, com o suporte de uma unidade móvel odonto-médico-pediátrica, priorizando a periferia e zona rural; instalação de um gabinete odontológico para o trabalho de extensão da Universidade Federal com as comunidades: Tobiba, Nova Conquista, Jatobá e Monte Castelo. Outra entidade beneficiada foi a Ação Evangélica, que recebeu equipamento idêntico com o mesmo fim. Na Educação, abraçou a luta pela construção do Colégio Estadual José Gomes Alves, o primeiro de 2º grau do bairro do Jatobá. No seu período legislativo, a Rede Estadual de Ensino de Patos foi totalmente restaurada e ampliada, a saber: Escola Auzanir Lacerda, Dionísio da Cista, Dom Fernando Gomes, Pedro Aleixo, Alexandrino Rodrigues, Capitão Manoel Gomes, Coriolano de Medeiros e Antônia Araújo.
Convidado pelo PMDB, liderado pelo deputado federal Edivaldo Motta, conquistou a Prefeitura de Patos e governou a Rainha das Espinharas por quatro anos, exatamente, de primeiro de janeiro de 1993 a 31 de dezembro de 1996. Em 2004, aceitou o convite do PMDB para participar de uma chapa, na condição de vice-prefeito do candidato Nabor Wanderley, que derrotou os adversários. A mesma dobradinha foi repetida no pleito seguinte, conquistando a reeleição, concluindo o mandato em 2012, quando voltou a dedicar-se, inteiramente. à Medicina. Naquele momento manifestou preferência pela candidatura da deputada Francisca Motta, a qual logrou êxito, derrotando os demais concorrentes ao conquistar uma maioria superior aos cinco mil votos, com relação ao segundo colocado.

### Vida pública
Foi eleito deputado estadual em 1990, pelo PMDB, obtendo 9.961 votos (1,15%), e depois de cumprir dois anos de mandato, administrou Patos como prefeito, derrubando uma oligarquia que possuía cerca de duas décadas.  A sua gestão foi marcada pela construção do Mercado do Jatobá, Pontilhão do São Sebastião, Centro de Treinamento de Professores, Praça da Alimentação, Canal do Morro e Liberdade; revitalização da Praça Edivaldo Motta e o centro da cidade;  criação do Patos Fest;  edificação da escola do Sítio Fechado, além da recuperação e ampliação das unidades de ensino já existentes; construção  dos postos médicos Walter Ayres e Aderban Martins, nos bairros de Santo Antônio e Jardim Lacerda; criação do programa Espaço Administrativo; implantação dos projetos: De Olho na Cidade e SOS Saúde, com ambulâncias oferecendo atendimento a população vinte e quatro horas por dia, dentre outros. Na disputa para prefeito foi eleito em 15 de novembro de 1992, com 14.959 votos (45,71%), tendo como vice, Francisca Motta.